# Глазково (Ярославская область)
Глазково — деревня в Любимском районе Ярославской области.
С точки зрения административно-территориального устройства входит в состав Воскресенского сельского округа. С точки зрения муниципального устройства входит в состав Воскресенского сельского поселения.

## География
Находится примерно в 1,94 км от деревни Вязниково.

### Климат
Климат характеризуется как умеренно-континентальный с умеренно-теплым влажным летом, умеренно-холодной зимой и ярко выраженными сезонами весны и осени. Среднегодовая температура воздуха — +3,2°С. Средняя температура самого тёплого месяца — июля — +18,2°С. Абсолютный максимум температуры — +34°С. Средняя температура самого холодного месяца — января — 11,7°С. Абсолютный минимум температуры — −35°С.

### Часовой пояс
Деревня, как и вся Ярославская область, находится в часовой зоне МСК (московское время). Смещение применяемого времени относительно UTC составляет +3:00.

## Население
| 2007 | 2010 |
| ---- | ---- |
| 1    | ↗6   |

Текущее население деревни (на 2010 год) — ↗6 чел.